# 王羽
王羽（1942年3月28日—2022年4月5日），原名王正權，男，籍貫江蘇無錫，出生於上海，台灣演員、導演、編劇。早期主要在香港擔任武打演員，是導演張徹開創新武俠浪潮的過程中的第一代明星。

## 简介
王羽年少時曾學過空手道、太極拳，1963年於香港加入邵氏而出道，任武打演員；1967年獲邵氏導演張徹器重，拍攝《獨臂刀》一炮而紅。於李小龍走紅以前，王羽曾是香港影壇片酬最高的武打演員。1971年轉投嘉禾，首部作品為《獨臂刀大戰盲俠》，還因此片與邵氏對簿公堂。
除了演員身分外，王羽亦執導過幾部電影，包括1969年的功夫電影《龍虎鬥》。1975年脫離嘉禾，加盟羅維獨立製片，演出《風雨雙流星》、《直搗黃龍》、《獨臂拳王大破血滴子》等。
王羽於1990年代退出影圈後，在台灣營商。2011年出山參演甄子丹的作品《武俠》，因電影宣傳過度勞累中風，但復原良好。同年，與柯俊雄共同創立已籌備1年的「台北市武術指導技藝從業人員職業工會」，王羽是工會的首屆理事長，柯俊雄則是榮譽理事。
2015年12月在泰國機場準備返台時中風暈倒，在當地進行兩次緊急開腦手術，返台後入住振興醫院。2022年4月5日清晨在該院逝世，享年80歲。

## 個人生活
王羽第一任妻子是女星林翠。1967年，林翠因導演丈夫秦劍事業低潮且染上賭癮，與之分居，隨後與王羽相戀並同居。這樁戀情當時引發轟動，因為林翠仍是有夫之婦，且比王羽年長八歲。1968年1月，王羽宣布：「我跟林翠決定兩年以後結婚。」同年8月，兩人長女王馨平出生。
1969年，秦劍自殺身亡。喪禮第二天，林翠與王羽召開記者會，林翠表示自己沒有對不起秦劍，且還亮出為秦劍還賭債的證據，王羽更高調在媒體前握住林翠的手，宣示「永遠愛林翠」，年底兩人正式結婚。婚後再有次女王加露，三女王美怡。婚姻維持約5年半，1975年離婚，林翠指控王羽家暴，王羽則稱林翠轉性，但林翠否認同性戀。
離婚後，王羽和林鳳嬌、崔苔菁傳出緋聞。2011年，王羽自爆曾在1976年時被林青霞追求，交往半年後，因王羽自認涉黑形象不佳，怕影響林青霞的前途，於是提出分手。
1978年，38歲的王羽與21歲的空姐王凱貞在夏威夷閃電結婚，台灣婚禮出動當時全台唯一的勞斯萊斯迎娶。但婚後女方紅杏出牆，雙方協議分居。1999年，因王凱貞試圖爆料王羽涉嫌觸法之行為，王羽先發制人，在同年12月24日帶隊去北誼興業總經理張昭家中抓姦，控告兩人通姦，求償2千萬元，最終法院判准2人離婚，王羽獲賠50萬元。
2013年，王羽和小他40岁的中國大陸海关公务员交往。女方是其粉丝，原打算结婚，但因女方母亲反对年纪相差太大而分手，恋情维持4个月。

## 爭議

### 黑幫
王羽是台湾黑帮竹联帮成员，发生过多次涉及黑道恩怨的衝突與流血事件。1981年1月10日，發生天廚餐廳事件，王羽因得罪四海幫老大劉偉民而遭四海幫砍成重傷，事後委由陳啟禮出面協調暫時平息。1981年5月9日，天廚事件開庭，竹聯幫和四海幫為王羽在台北地方法院發生法庭喋血事件，飛鷹幫的劉台生被砍成重傷；王羽涉嫌教唆行凶，一審判處有期徒刑2年6個月，二審減刑為8個月，最後獲判無罪。另外在2007年11月14日，王羽接受《自由時報》訪問時自爆，中國國民黨大陸工作會主任白萬祥曾找上他來暗殺在美國的前民進黨主席許信良。

### 反同
王羽數次表達對同性戀的反對立場。2006年，王羽表示自己拒絕蔡康永的節目邀請，因為「對他的性向不欣賞。」也拒看李安的同志電影《斷背山》。2013年王羽以《失魂》獲台北電影獎影帝的慶功宴上，被問及張孝全和金城武誰比較帥，王羽說張孝全比較帥，還說：「女生眼中的帥哥都是他媽的玻璃！」

## 參與作品

### 電影
| 年份   | 片名                                       | 角色                   |
| 1965年 | 《江湖奇俠》                               |                        |
| 1965年 | 《鴛鴦劍俠》                               |                        |
| 1966年 | 《邊城三俠》                               |                        |
| 1966年 | 《虎俠殲仇》                               |                        |
| 1967年 | 《蘭姨》                                   |                        |
| 1967年 | 《亞洲秘密警察》                           | 楊明軒                 |
| 1967年 | 《斷腸劍》                                 |                        |
| 1967年 | 《琴劍恩仇》                               |                        |
| 1967年 | 《獨臂刀》                                 | 方剛                   |
| 1967年 | 《大刺客》                                 |                        |
| 1968年 | 《金燕子》                                 |                        |
| 1968年 | 《神刀》                                   |                        |
| 1969年 | 《獨臂刀王》                               |                        |
| 1970年 | 《春火》                                   |                        |
| 1970年 | 《龍虎鬥》（導演、編劇、主演）             |                        |
| 1971年 | 《名劍》                                   |                        |
| 1971年 | 《追命劍》                                 |                        |
| 1971年 | 《獨臂拳王》（導演、編劇、主演）           |                        |
| 1971年 | 《一夫當關》                               |                        |
| 1971年 | 《黑白道》（導演、編劇、主演）             |                        |
| 1971年 | 《大煞星》                                 |                        |
| 1971年 | 《獨行大鏢客》                             |                        |
| 1971年 | 《獨臂刀大戰盲劍客》                       | 王剛                   |
| 1972年 | 《霸王拳》                                 |                        |
| 1972年 | 《馬素貞報兄仇》                           |                        |
| 1972年 | 《驚天動地》                               |                        |
| 1972年 | 《威震四方》                               |                        |
| 1972年 | 《俠義雙雄》                               |                        |
| 1973年 | 《冷面虎》                                 |                        |
| 1973年 | 《英雄本色》                               |                        |
| 1973年 | 《海員七號》                               |                        |
| 1973年 | 《戰神灘》（導演、主演）                   |                        |
| 1973年 | 《雙龍出海》                               |                        |
| 1973年 | 《龍虎金剛》                               |                        |
| 1973年 | 《唐人鏢客》                               |                        |
| 1973年 | 《黑色星期五》                             |                        |
| 1973年 | 《君吻再響》                               |                        |
| 1974年 | 《四大天王》（導演、主演）                 |                        |
| 1974年 | 《鐵漢》                                   |                        |
| 1975年 | 《大千世界》                               |                        |
| 1975年 | 《直搗黃龍》（導演、主演）                 |                        |
| 1975年 | 《避孕大全》                               |                        |
| 1975年 | 《神拳大戰快槍手》                         |                        |
| 1975年 | 《一身是膽》                               |                        |
| 1976年 | 《獨臂拳王大破血滴子》（導演、編劇、主演） |                        |
| 1976年 | 《虎鶴雙形》（導演、主演）                 |                        |
| 1976年 | 《鱷灘群英會》                             |                        |
| 1976年 | 《風雨雙流星》                             |                        |
| 1976年 | 《獨臂雙雄》（導演、主演）                 |                        |
| 1976年 | 《獨臂拳王勇拼楚門九子》                   |                        |
| 1976年 | 《大江南北》                               |                        |
| 1977年 | 《獨臂俠大戰獨臂俠》                       |                        |
| 1977年 | 《血連環》                                 |                        |
| 1977年 | 《火龍街》                                 |                        |
| 1977年 | 《手足情深》                               |                        |
| 1977年 | 《判決》                                   |                        |
| 1980年 | 《鳳凰淚》                                 |                        |
| 1983年 | 《迷你特攻隊》                             |                        |
| 1984年 | 《上海灘十三太保》                         |                        |
| 1986年 | 《富貴列車》                               |                        |
| 1987年 | 《闖將》                                   | 王羽自導、自演的劇情片 |
| 1991年 | 《火燒島》                                 | 桂老大                 |
| 1992年 | 《五湖四海》                               |                        |
| 1992年 | 《伙頭福星》                               |                        |
| 1993年 | 《千人斬》                                 |                        |
| 1993年 | 《極東黑社會》                             |                        |
| 1997年 | 《半生綠》                                 |                        |
| 1997年 | 《生日多戀事》                             |                        |
| 2011年 | 《武俠》                                   | 七十二地煞教主         |
| 2011年 | 《保衛戰隊之出動喇！朋友！》               |                        |
| 2012年 | 《血滴子》                                 | 血滴子統領             |
| 2013年 | 《失魂》                                   | 阿川爸爸               |

## 獎項

### 金馬獎
| 年份   | 獲提名   | 獎項                    | 結果 |
| ------ | -------- | ----------------------- | ---- |
| 1978年 | 手足情深 | 第15屆金馬獎 最佳男主角 | 提名 |
| 2011年 | 武俠     | 第48屆金馬獎 最佳男配角 | 提名 |
| 2013年 | 失魂     | 第50屆金馬獎 最佳男主角 | 提名 |
| 2019年 |          | 第56屆金馬獎 終身成就獎 | 獲獎 |

### 香港電影金像獎
| 年份   | 獲提名 | 獎項                            | 結果 |
| ------ | ------ | ------------------------------- | ---- |
| 2012年 | 武俠   | 第31屆香港電影金像獎 最佳男配角 | 提名 |

### 台北電影節
| 年份   | 獲提名 | 獎項                        | 結果 |
| ------ | ------ | --------------------------- | ---- |
| 2013年 | 失魂   | 第15屆台北電影節 最佳男主角 | 獲獎 |

## 外部連結
- 王羽在互联网电影资料库（IMDb）上的資料（英文）
- 王羽在香港影庫上的簡介
- 王羽在豆瓣上的资料（简体中文）
- 王羽在时光网上的簡介（简体中文）
- 中文電影資料庫─ 王羽 （页面存档备份，存于）
- 王羽在台灣電影網上的資料（繁體中文）
- 華文影史庫上王羽簡介 （页面存档备份，存于）